# Gvarani
Gvarani so skupina kulturno sorodnih avtohtonih ljudstev JJužne Amerike. Od sorodnih Tupi se razlikujejo po uporabi jezika gvaranščina. Tradicionalno območje prebivalstva ljudstva Gvarani je v današnjem Paragvaju med reko Parana in spodnjim tokom reke Paragvaj, v provinci Misiones v Argentini, južni Braziliji, ki je bila nekoč daleč na vzhodu do [[Rio de Janeiro|Ria de Janeira]g, ter delih Urugvaja in Bolivije.
Čeprav se je njihova demografska prevlada v regiji zmanjšala zaradi evropske kolonizacije in sorazmernega porasta mesticov, so v Paragvaju in delih Argentine in Bolivije sodobne populacije Gvaranov. Predvsem jezik gvaranščina, ki se še vedno pogosto govori v tradicionalnih domovinah Gvaranov, je eden od dveh uradnih jezikov v Paragvaju, drugi pa je španščina. Paragvajsko prebivalstvo se uči gvaranščine tako neformalno v socialnih interakcijah kot formalno v javnih šolah. V sodobni španščini se Gvarani prav tako nanaša na katerega koli paragvajskega državljana na enak način, kot se Francozi včasih imenujejo Galci.

## Ime
Zgodovina in pomen imena Gvarani sta predmet spora. Preden so naleteli na Evropejce, so Gvarani sebe imenovali preprosto Abá, kar pomeni 'možje' ali 'ljudje'. Izraz Gvarani so prvotno uporabljali zgodnji jezuitski misijonarji za domorodce, ki so sprejeli spreobrnitev v krščansko vero; Cayua ali Caingua (ka'aguygua) je bil uporabljen za označevanje tistih, ki so ga zavrnili. Cayua je v grobem prevodu 'tisti iz džungle'. Medtem ko se izraz Cayua včasih še vedno uporablja za označevanje naselij domorodnih ljudstev, ki se niso dobro vključila v prevladujočo družbo, je sodobna raba imena Gvarani na splošno razširjena tako, da vključuje vse ljudi domorodnega izvora, ne glede na družbeni status. Barbara Ganson piše, da so ime Gvarani dali Španci, ker pomeni 'bojevnik' v tamkajšnjem narečju Tupi-Guaraní. Guarinĩ je v jezuitskih virih stari Tupi iz 12. stoletja potrjen kot 'vojna, bojevnik, vojskovati, vojskovodja'.

## Zgodovina, mit in legenda
Zgodnje vasi Gvaranov so pogosto sestavljale skupne hiše za 10 do 15 družin. Skupnosti so bile združene zaradi skupnega interesa in jezika ter so se nagibale k oblikovanju plemenskih skupin z narečji. Ocenjuje se, da so Gvarani šteli približno 400.000 ljudi, ko so jih Evropejci prvič srečali. Takrat so bili stalno naseljeni in poljedelski, preživljali so se predvsem z manioko, koruzo, divjadjo in medom.
Prav tako malo je znanega o zgodnji gvaranski družbi in verovanjih. Izvajali so obliko animističnega panteizma, ki se je večinoma ohranil v obliki folklore in številnih mitov. Po besedah jezuitskega misijonarja Martina Dobrizhofferja so nekoč izvajali kanibalizem, morda kot pogrebni obred, pozneje pa so mrtve odlagali v velike vrče, obrnjene na tla. Gvarani mitologija je še vedno razširjena na podeželju Paragvaja.
Veliko gvaranskih mitov in legend je zbrala Universidad Nacional de Misiones v severni Argentini in jih objavila kot Miti in legende: potovanje po deželah Guarani, antologija leta 1870 (v angleški jezik prevedena leta 1906). Gvaranski mit in legendo lahko v grobem razdelimo v naslednje širše kategorije:
- Kozmogonski in eshatološki miti; ustvarjanje in uničenje vseh stvari, kot narekuje Ñamandu 'pravi oče, prvi'. Za njim pride panteon bogov, glavni med njimi Yporú, ki je pogosteje znan kot Tupã. Jasy je še eno 'dobro' božanstvo, ki vlada noči, medtem ko je Aña zlobno božanstvo, ki prebiva na dnu reke Iguasu.[6]
- Animistična mitologija, to je živali, rastline in minerali, ki so oživljeni in sposobni postati antropomorfna bitja ali obratno pretvorjene duše ljudi, rojenih ali nerojenih, ki so postali živali, rastline in minerali. Zdi se, da potek takšnega antropomorfizma narekuje panteon božanstev podobnih božanstev zaradi njihovih vrlin ali slabosti. Takšne animistične legende vključujejo tisto o Lobizónu, bitju tipa volkodlaka, in Mainumbyju ali kolibriju, ki prenaša dobre duhove, ki prebivajo v rožah, nazaj v Tupá, »da jih lahko ceni«. Isondú ali svetleči črvi so reinkarnirani duhovi določenih ljudi, kot so Panambi (metulji). Ka'a Jarýi je bila ženska, ki je postala sveta zel Yerba; Irupé je bila ženska, ki so jo spremenili v velikansko lilijo (Victoria cruziana), ker se je zaljubila v luno.[7]
- Pombero so škrati ali vilinskim bitjem podobni duhovi, ki prebivajo v gozdu in jih je treba pomiriti. Nikoli niso bili ljudje. Glavna med njimi je Jasy Jatere, ki nikoli ni bila človek in je kot vsi Pombero iz drugega sveta. Njegove značilnosti so nejasne in negotove, njegove moči pa slabo opredeljene, prav tako kraj, kjer prebiva. V eni legendi je opisan kot »čeden, gosto bradati, svetlolasi škrat«, ki je gol in živi v drevesnih deblih. Druge različice pravijo, da ljubi med, da ima noge nazaj in da je »grd, hrom, star človek«. Večina legend se strinja, da grabi otroke in jih »liže«, zavija v vzpenjavke ali utaplja v rekah. Da bi ga pomirili, darila, kot je med, pustijo na mestih v gozdu, ki so z njim povezani. Drugi Pombero je Kuarahy Jára, ki žvižga kot ptice in je njihov zaščitnik. Lahko je vaš prijatelj, vendar je znan po tem, da ugrabi mlade fante, ki so sami in poskušajo ujeti ptice. Po potrebi lahko prevzame obliko osebe, drevesa ali hijacinte. Končno, Kurupi je falična mitološka figura, ki bo parila z mladimi ženskami. Ima luskasto kožo kot kuščar, hipnotične oči in ogromen penis.

Iguasujski slapovi, ki jih imajo Gvarani za svete, imajo poseben pomen in so navdih za številne mite in legende. Razkrivajo zvok starodavnih bitk v določenih obdobjih, so tudi kraj, kjer je I-Yara – zlobni duh Pomboro – ugrabil Angá – lepo dekle – in jo skril. Lastovke, ki še danes naseljujejo slapove, jo zaman iščejo.

### Evropski stik
Leta 1537 je španski konkvistador Gonzalo de Mendoza prečkal Paragvaj približno do sedanje brazilske meje. Po vrnitvi se je seznanil z Gvarani in ustanovil mesto Asunción, kasnejšo prestolnico Paragvaja. Prvi guverner španskega ozemlja Guayrá je uvedel politiko mešanih zakonskih zvez med evropskimi moškimi in avtohtonimi ženskami; potomci teh označujejo današnji paragvajski narod. Zakoni Indije so prepovedovali suženjstvo v Hispanski Ameriki.
Prva dva jezuita, oče Barcena in oče Angulo, sta leta 1585 prišla v današnjo zvezno državo Paraná v južni Braziliji po kopnem z zahoda. Kmalu so sledili drugi in v Asunciónu je bil ustanovljen jezuitski kolegij. Leta 1608 je španski kralj Filip III. zaradi jezuitskega protesta proti zasužnjevanju domorodnega prebivalstva jezuite pooblastil, da spreobrnejo in kolonizirajo plemena Guayrá. V zgodnjem obdobju se je ime Paragvaj ohlapno uporabljalo za označevanje celotnega porečja, vključno z deli današnjega Urugvaja, Argentine, Bolivije in Brazilije.
Raziskovalne odprave so spremljali frančiškanski bratje. Na začetku zgodovine Asuncióna je oče Luis de Bolaños prevedel katekizem v gvaranščino in pridigal Gvaranom, ki so živeli na območju okoli naselja. V letih 1588–1589 je sveti Frančišek Solan prečkal divjino Chaco iz Peruja in se ustavil v Asunciónu, vendar ni posvečal pozornosti Gvaranom. Njegov odhod je pustil jezuite same z misijonarskim delom in obrambo domorodcev pred prekupčevalci s sužnji. Leta 1607 je prišel jezuitski provincial Torres in se »takoj postavil na čelo tistih, ki so se ves čas zoperstavljali krutosti nad domorodci«.

### Kulturno ohranjanje
Danes je gvaranščina uradni jezik Paragvaja in Bolivije. Od leta 2012 je približno 90 % ljudi v Paragvaju govorilo gvaranščino.

### Suženjstvo
Središče trgovine s sužnji je bilo mesto São Paulo. Prvotno je bil zbirališče portugalskih in nizozemskih piratov, kasneje pa je postal zatočišče kriminalcev, ki so se mešali z indijanskimi in afriškimi ženskami ter aktivno sodelovali pri ujetju in prodaji Gvaranov kot sužnjev.
Za zoperstavljanje tem oboroženim in organiziranim roparjem so imela plemena le svoje loke in puščice. Lovci na sužnje, ki so bili v tistih letih dejavni v Braziliji, so pobili ali zasužnjili veliko Gvaranov.

### Paragvajske redukcije
Leta 1607 je španski kralj Filip III. poslal pismo guvernerju Rio de Plata Hernandariasu de Saavedri, v katerem mu je naročil, naj pošlje novoprispele jezuite, da začnejo z misijonarskim delom. Pod špansko kraljevo zaščito sta leta 1610 na Paranapanemi ustanovila prvi misijon Guayrá, Loreto, oče Joseph Cataldino in oče Simon Macerata. Jezuitski duhovnik oče Ruiz de Montoya je v svoji knjigi Duhovno osvajanje zapisal, da se eden od gvaranskih caciques Miguel Artiguaye sprva ni hotel pridružiti misijam, dokler mu ni grozila druga domorodna skupina. Artiguaye se je nato vrnil v misijon in prosil za zaščito. Ker je misijon zagotavljal edino pravo možno zaščito pred zasužnjevanjem, so se Gvarani zgrnili tja v tolikšnem številu, da je bilo v hitrem zaporedju ustvarjenih še dvanajst misijonov, ki so vsebovali vseh 40.000 Gvaranov. Na jezuite so gledali kot na posrednike med španskimi oblastmi in gvarani caciques (poglavarji). Jezuitski misijoni so potrebovali nove spreobrnjence in delavce za pomoč pri vzdrževanju misijonov. Gvarani so pomagali pri pridelavi pridelkov za vzdrževanje prebivalstva misijonov in tudi proizvajali blago za prodajo in trgovanje za financiranje misijonov. Spodbujen s tem uspehom so oče González in dva tovariša odpotovali na vzhodni breg reke Urugvaj (danes država Urugvaj) in leta 1627 ustanovili dva ali tri majhne misijone. Lokalna plemena so pobila duhovnike in neofite ter misijone zažgala.
Lovci na sužnje so misijone Gvaranov videli kot »zgolj priložnost, da ujamejo več Indijancev kot običajno«. Leta 1629 je vojska Paulistov obkolila misijon San Antonio, zažgala cerkev in druge stavbe, pobila tiste, ki so se upirali ali so bili premladi ali prestari za potovanje, ostale pa odpeljala v suženjstvo. San Miguela in Jesus Maria je hitro doletela ista usoda. Sčasoma so okrepitve, ki jih je zbral oče Cataldino, pregnale lovce. V dveh letih so bile vse ustanove razen dveh uničene, 60.000 krščanskih spreobrnjencev pa so odpeljali za prodajo v São Paulo in Rio de Janeiro. Napadi so se običajno zgodili v nedeljo, ko je bilo vse misijonsko prebivalstvo zbrano pri maši. Duhovnikom je bilo običajno prizaneseno, nekaj pa jih je bilo ubitih.
Samo nekaj tisoč domačinov je ostalo od skoraj 100.000 tik pred invazijo Paulista. Oče Antonio Ruiz de Montoya je kupil 10.000 govedi in mu je uspelo spreobrniti domorodce iz kmetov v živinorejce. Kmalu so bili pod patrom Rançoncierjem in Romerom ponovno ustanovljeni urugvajski misijoni. Leta 1632 so mameluki odkrili novo linijo napadov z juga. Leta 1638 je bilo kljub uspešnemu odporu vseh dvanajst misijonov onkraj reke Urugvaj opuščenih in njihovo ljudstvo se je združilo s skupnostjo ozemlja misijonov. V zadnjem napadu je bil oče Alfaro ubit.
Istega leta je oče Montoya, potem ko se je uspešno zoperstavil poskusom guvernerja in škofa Asuncióna, da bi zmanjšala svoboščine domačinov in upravljanje misijona, odplul v Evropo. Na tem potovanju mu je uspelo pridobiti pisma papeža Urbana VIII., v katerih je prepovedal zasužnjevanje misijonarjev pod najstrožjimi cerkvenimi kaznimi in od španskega kralja Filipa IV., v katerem je Gvaranom dovolil, da nosijo strelno orožje za obrambo in da jih veteranski vojaki urijo v njegovi uporabi.
Ko je leta 1641 naslednja vojska Paulista, 800-članska, napadla misijone, jih je na reki Acaray pričakala skupina krščanskih Gvaranov, oboroženih s puškami. V dveh bitkah je vojska Paulista doživela poraz, ki je deset let branil invazijo. Leta 1651 je vojna med Španijo in Portugalsko spodbudila nov napad Paulista, da bi pridobil ozemlje za Portugalsko. Preden so španske enote lahko prišle na pomoč pri obrambi misijonov, so očetje sami vodili gvaransko vojsko proti sovražniku. Leta 1732, v času njihovega največjega razcveta, je misijone Gvaranov varovala dobro izurjena in dobro opremljena vojska 7000 Gvaranov. Več kot enkrat je ta misijonska vojska v spremstvu svojih duhovnikov branila špansko kolonijo.
Leta 1732 je bilo 30 gvaranskih misijonov s 141.252 spreobrnjenimi Gvarani. Dve leti kasneje jih je epidemija črnih koz pobila približno 30.000. Leta 1765 je drugi izbruh pobil še približno 12.000 in se nato razširil proti zahodu med plemena Chaco.

#### Posledice
Študija iz leta 2018 v The Quarterly Journal of Economics je pokazala, da je bila »na območjih nekdanje prisotnosti jezuitov – znotraj območja Gvaranov – dosežena izobrazba višja in taka ostaja (za 10–15 %) 250 let kasneje. Te razlike v izobrazbi so se odrazile tudi v dohodkih ki so danes višji za 10 %, se pojavi po primerjavi z zapuščenimi jezuitskimi misijoni in sosednjimi frančiškanskimi misijoni. Opaženi trajni učinki so skladni s transmisijskimi mehanizmi strukturnega preoblikovanja, poklicne specializacije in prevzema tehnologije v kmetijstvu.

### Vzhodnobolivijski Gvarani
Ljudstvo Gvarani v Boliviji, imenovano Chiriguanos, je živelo v vznožju Andov in je imelo drugačno zgodovino kot večina drugih Gvaranov. Chiriguanos, ki so bili znani po svojem bojevitem značaju, so bili sovražni do Inkovskega imperija, Špancev in neodvisne države Bolivije od poznega 15. do poznega 19. stoletja. Jezuitski misijoni med Chiriguanom niso imeli veliko uspeha, čeprav so frančiškani v 19. stoletju pritegnili številne spreobrnjence. Chririguano niso bili dokončno pomirjeni do poraza leta 1892 sil, ki jih je vodil njihov mesijanski voditelj Apiaguaiki Tumpa v bitki pri Kuruyukiju.

## Danes

### Argentina
- Skupnost Gvaranov, imenovana Taperigua, v Rodeítu, San Pedro, Jujuy, v narodnem parku Calilegua, Argentina
- Ruševine San Ignacio Miní, del jezuitskih misijonov ljudstva Gvarani, blizu ruševin Jesús de Tavarangue. Danes turistična točka.
- Napis v gvaranščini v kuhinji pekarne v Posadasu. Kot je opisano v španščini, je dobesedni prevod: kraj, kjer se peče kruh.

Avtohtoni Gvarani v Argentini se borijo za zaščito svojih prednikov pred nezakonito sečnjo in zanemarjanjem vlade. Skupina, ki so jo ustanovili člani skupnosti Gvarani, imenovana Los Rumberos ali 'Patrolerji', varuje gozd, da prepreči nadaljnje posege.

### Paragvaj
Ljudstvo in kultura Gvarani ostajata. Mnogi so potomci misijonskih izgnancev. V Paragvaju med prebivalci prevladuje linija Gvarani in gvaranščina se govori v večini departmajev do danes.
- Ljudje Pai Tavytera v departmaju Amambay, Paragvaj, 2012
- Skozi paragvajsko diasporo je kulturo Gvarani mogoče ceniti skoraj v vsakem kotičku sveta. Na sliki se paragvajska ljudska plesna skupina Alma Guaraní »Guarani Soul« udeležuje mednarodnega folklornega festivala Vitoša v Sofiji v Bolgariji.

### Bolivija
- Tereré, tipična gvaranska infuzija yerba mate, ki se uporablja v San Rafael de Velasco, zgodovinskem ozemlju Gvaranov v Boliviji
- (Gvarani: guavira 'sadni grm') Navijači kluba Deportivo Guabirá. Ime kluba je en primer vpliva, ki so ga Gvarani pustili v bolivijski kulturi.
- Zastava avtonomnega ozemlja Guarani Charagua, Bolivija

Vzhodni bolivijski Gvarani, ki so eno od mnogih avtohtonih ljudstev v Boliviji, živijo v Gran Chacu, blizu reke Pilcomayo, v jugovzhodni Boliviji blizu paragvajske in argentinske meje, vključno z deli departmajev Santa Cruz, Chuquisaca in Tarija. Ta regija sega skoraj do severa do Santa Cruz de la Sierra in vključuje dele dolin rek Guapay, Parapetí in Ɨtɨka Guasu (ali Pilcomayo). Bolivijske Gvarane zastopa skupščina ljudstva Gvarani. Nekatera imena krajev v Boliviji: Yacuiba, Paraimiri, Itaimbeguasu, Tatarenda, Saipurú, Capirenda, Itay, Ibamiragera, Carandaytí, Ipaguasú, Abapó, Timboy, Caraparí, Urubichá, Kuruguakua, Guanay, Yaguarú in Rogagua.
V Boliviji obstajajo tri glavne podskupine Gvaranov, ki jih zaznamujejo dialektične in zgodovinske razlike:
- Približno petdeset tisoč Ava Gvarani, predvsem v vznožju Andov. Ava v gvaranščini pomeni človek, zato je Ava Gvarani postalo ime za številne etnične skupine Gvaranov v Paragvaju in Braziliji.[21]
- Simba (kečua: kitka) Gvarani, ki živijo blizu reke Pilcomayo in so jih prepoznali moški, ki ohranjajo tradicijo spletanja las, čeprav večina mladih moških ne podpira več te prakse. Včasih se imenujejo Gvarani katui (Gvarani par excellence)
- Izoceño Gvarani ali Tapɨi iz Izozoga, ki živijo v regiji Ɨsoso ali Izozo na reki Parapetí.

## Jezik
Danes standardna paragvajska gvaranščina cveti v Paragvaju in se ga poučuje v 12 državah;
Naraščajoče paragvajsko priseljevanje v Argentino je privedlo do kulturnega izboljšanja ljudstev Gvarani v Argentini. Videti ga je mogoče tudi v Španiji, zaradi intenzivnega priseljevanja Paragvajcev v Španijo.
Jezik so uporabljala tudi druga plemena v regijah, kot sta paragvajski Chaco in severna Argentina.